# Wake the Sleeper
Wake the Sleeper je jedenadvacáté studiové album britské rockové skupiny Uriah Heep, vydané v červnu roku 2008 u vydavatelství Sanctuary Records. Nahráno bylo během předchozího roku ve studiu Chapel Studios v Lincolnshire a jeho producentem byl Mike Paxman, který se skupinou spolupracoval i na pozdějších albech. Jde o první album skupiny od roku 1998, kdy vyšlo Sonic Origami a první album od roku 1980, kdy vyšlo album Conquest, na kterém nehrál dlouholetý bubeník Lee Kerslake, který skupinu kvůli zdravotnímu stavu v roce 2007 opustil. V hitparádovém žebříčku UK Albums Chart se album umístilo na 172. příčce.

## Seznam skladeb
| Pořadí | Název                     | Autor                  | Délka |
| ------ | ------------------------- | ---------------------- | ----- |
| 1.     | Wake the Sleeper          | Mick Box, Phil Lanzon  | 3:33  |
| 2.     | Overload                  | Box, Lanzon            | 5:58  |
| 3.     | Tears of the World        | Box, Lanzon            | 4:45  |
| 4.     | Light of a Thousand Stars | Box, Lanzon            | 3:57  |
| 5.     | Heaven's Rain             | Box, Lanzon            | 4:16  |
| 6.     | Book of Lies              | Box, Lanzon            | 4:05  |
| 7.     | What Kind of God          | Box, Lanzon            | 6:37  |
| 8.     | Ghost of the Ocean        | Box, Lanzon            | 3:22  |
| 9.     | Angels Walk with You      | Trevor Bolder          | 5:24  |
| 10.    | Shadow                    | Lanzon                 | 3:35  |
| 11.    | War Child                 | Bolder, Tony Gallagher | 5:07  |

## Obsazení
- Bernie Shaw – zpěv
- Mick Box – kytara
- Trevor Bolder – baskytara
- Phil Lanzon – klávesy
- Russell Gilbrook – bicí